# Bad Homburg Open 2024
Bad Homburg Open 2024, oficiálně Bad Homburg Open powered by Solarwatt 2024, byl tenisový turnaj na ženském profesionálním okruhu WTA Tour, hraný v městském tenisovém klubu. Čtvrtý ročník Bad Homburg Open probíhal mezi 23.  a 29. červnem 2024 v německém lázeňském městě Bad Homburgu na travnatých dvorcích.
Turnaj dotovaný 802 237 eury, znamenající mezoroční ztrojnásobení odměn, byl povýšen do kategorie WTA 500. Představoval závěrečnou přípravu na londýnský grandslam ve Wimbledonu. Nejvýše nasazenou singlistkou se stala řecká světová devítka Maria Sakkariová. Časnou porážku jí přivodila německá šťatná poražená Jule Niemeierová.  V důsledku invaze Ruska na Ukrajinu na konci února 2022 řídící organizace tenisu ATP, WTA a ITF s grandslamy rozhodly, že ruští a běloruští tenisté mohli dále na okruzích startovat, ale do odvolání nikoli pod vlajkami Ruska a Běloruska.
Druhý singlový titul na okruhu WTA Tour, a první v kategorii WTA 500 i na trávě, vybojovala 20letá Diana Šnajderová. Bodový zisk jí zajistil debut v elitní světové třicítce žebříčku, kterou uzavírala. Čtyřhru ovládly Američanka Nicole Melicharová-Martinezová s Australankou Ellen Perezovou, které získaly třetí párovou trofej a druhou v úrovni WTA 500.

## Rozdělení bodů a finančních odměn

### Rozdělení bodů
| Soutěž  | Soutěž | vítězky | finalistky | semifinalistky | čtvrtfinalistky | 16 v kole | 32 v kole | Q  | Q1 |
| ------- | ------ | ------- | ---------- | -------------- | --------------- | --------- | --------- | -- | -- |
| dvouhra | [ 3 ]  | 500     | 325        | 195            | 108             | 60        | 1         | 25 | 1  |
| čtyřhra | [ 7 ]  | 500     | 325        | 195            | 108             | 1         | —         | —  | —  |

### Finanční odměny
| Soutěž                                | Soutěž      | vítězky   | finalistky | semifinalistky | čtvrtfinalistky | 16 v kole | 32 v kole | Q1      |
| ------------------------------------- | ----------- | --------- | ---------- | -------------- | --------------- | --------- | --------- | ------- |
| dvouhra                               | [ 3 ] [ 8 ] | 123 480 € | 76 225 €   | 44 526 €       | 23 445 €        | 12 625 €  | 8 825 €   | 4 345 € |
| čtyřhra                               | [ 7 ]       | 41 210 €  | 24 970 €   | 14 290 €       | 7 400 €         | 4 470 €   | —         | —       |
| částky ve čtyřhře jsou uváděny na pár |             |           |            |                |                 |           |           |         |

## Ženská dvouhra

### Nasazení
| Stát                            | Hráčka                   | WTA | Nasazení |
| ------------------------------- | ------------------------ | --- | -------- |
| Řecko                           | Maria Sakkariová         | 9.  | 1.       |
|                                 | Ljudmila Samsonovová     | 15. | 2.       |
| USA                             | Emma Navarrová           | 17. | 3.       |
| Brazílie                        | Beatriz Haddad Maiová    | 18. | 4.       |
|                                 | Viktoria Azarenková      | 19. | 5.       |
|                                 | Jekatěrina Alexandrovová | 20. | 6.       |
| Ukrajina                        | Elina Svitolinová        | 21. | 7.       |
|                                 | Mirra Andrejevová        | 23  | 8        |
|                                 | Anna Kalinská            | 24. | 9.       |
| Žebříček WTA ke 17. červnu 2024 |                          |     |          |

### Jiné formy účasti
Následující hráčky obdržely divokou kartu do hlavní soutěže:
- Bianca Andreescuová
- Paula Badosová
- Tatjana Mariová
- Caroline Wozniacká

Následující hráčka nastoupila pod žebříčkovou ochranou:
- Angelique Kerberová

Následující hráčky postoupily z kvalifikace:
- Lucia Bronzettiová
- Jaqueline Cristianová
- Diane Parryová
- Viktorija Tomovová

Následující hráčky postoupily z kvalifikace jako šťastné poražené:
- Tamara Korpatschová
- Jule Niemeierová
- Julia Stuseková
- Taylor Townsendová

### Odhlášení
před zahájením turnaje
- Viktoria Azarenková → nahradila ji  Tamara Korpatschová
- Elisabetta Cocciarettová → nahradila ji  Jule Niemeierová
- Caroline Garciaová → nahradila ji  Peyton Stearnsová
- Anna Kalinská → nahradila ji  Taylor Townsendová
- Julia Putincevová → nahradila ji  Julia Stuseková
- Markéta Vondroušová → nahradila ji  Nadia Podoroská

## Ženská čtyřhra

### Nasazení
| Stát                                                                        | Hráčka                      | Stát      | Hráčka                | WTA | Nasazení |
| --------------------------------------------------------------------------- | --------------------------- | --------- | --------------------- | --- | -------- |
| USA                                                                         | Nicole Melichar-Martinezová | Austrálie | Ellen Perezová        | 18. | 1.       |
| Česko                                                                       | Kateřina Siniaková          | USA       | Taylor Townsendová    | 29. | 2.       |
| Mexiko                                                                      | Giuliana Olmosová           |           | Alexandra Panovová    | 65. | 3.       |
| Japonsko                                                                    | Eri Hozumiová               | Španělsko | Sara Sorribes Tormová | 69. | 4.       |
| Žebříček WTA ke 17. červnu 2024; číslo je součtem umístění obou členek páru |                             |           |                       |     |          |

### Jiné formy účasti
Následující páry obdržely divokou kartu:
- Vivian Heisenová /  Tamara Korpatschová
- Diana Šnajderová / Jelena Vesninová

## Přehled finále

### Ženská dvouhra
- Diana Šnajderová vs.  Donna Vekićová, 6–3, 2–6, 6–3

### Ženská čtyřhra
- Nicole Melicharová-Martinezová /  Ellen Perezová vs.  Čan Chao-čching /  Veronika Kuděrmetovová, 4–6, 6–3, [10–8]